# Lluís Camós i Cabruja
Lluís Camós i Cabruja (Palamós, 17 d'abril, 1892 - Barcelona, 22 de novembre, 1952) fou un historiador i compositor català.
Es llicencià en lletres el 1916 a Barcelona el 1916, i estudià música amb Felip Pedrell i Enric Granados. El 1922 fou nomenat conservador de l'Arxiu Històric de Barcelona. Poc temps abans de la seva mort fou elegit membre de l'Acadèmia de Bones Lletres. Fou l'autor d'una abundosa labor historiogràfica, molt dispersa en revistes i a Barcelona Divulgación Histórica (1947). Es reparteix entre Palamós (Catàleg dels pergamins de l'Arxiu Municipal de Palamós, 1935; El Palau Reial de Palamós, 1936; Dietari de l'obra del rellotge i la campana del Castell de Perpinya l'any 1356 (1936); Los Pallarès en la historia de Palamós, 1948), Girona (La Força Vella de Girona en 1462-63, 1936), Barcelona (Retablo de la Barcelona pretérita, 1934). (Referencias documentales en torno al tráfico del coral en Barcelona en el siglo XV (1946) i Historia de dos retablos (1951).

Home de lletres, la música va ser una segona activitat en la seva vida, com també ho fou la pintura. Va compondre mitja dotzena de sardanes els anys 20 i 30. Alguns dels seus títols són: Cançó, El cor del poble, Elegia, Merceneta, Serenata o Vora el foc. I Cançó de l'amor traïda: per a una veu i piano [19..].
El seu fons documental està dipositat al Servei d'Arxiu Municipal de Palamós.